# Westerwald-Brauerei H. Schneider
Koordinaten: 50° 39′ 27,1″ N, 7° 48′ 55,5″ O

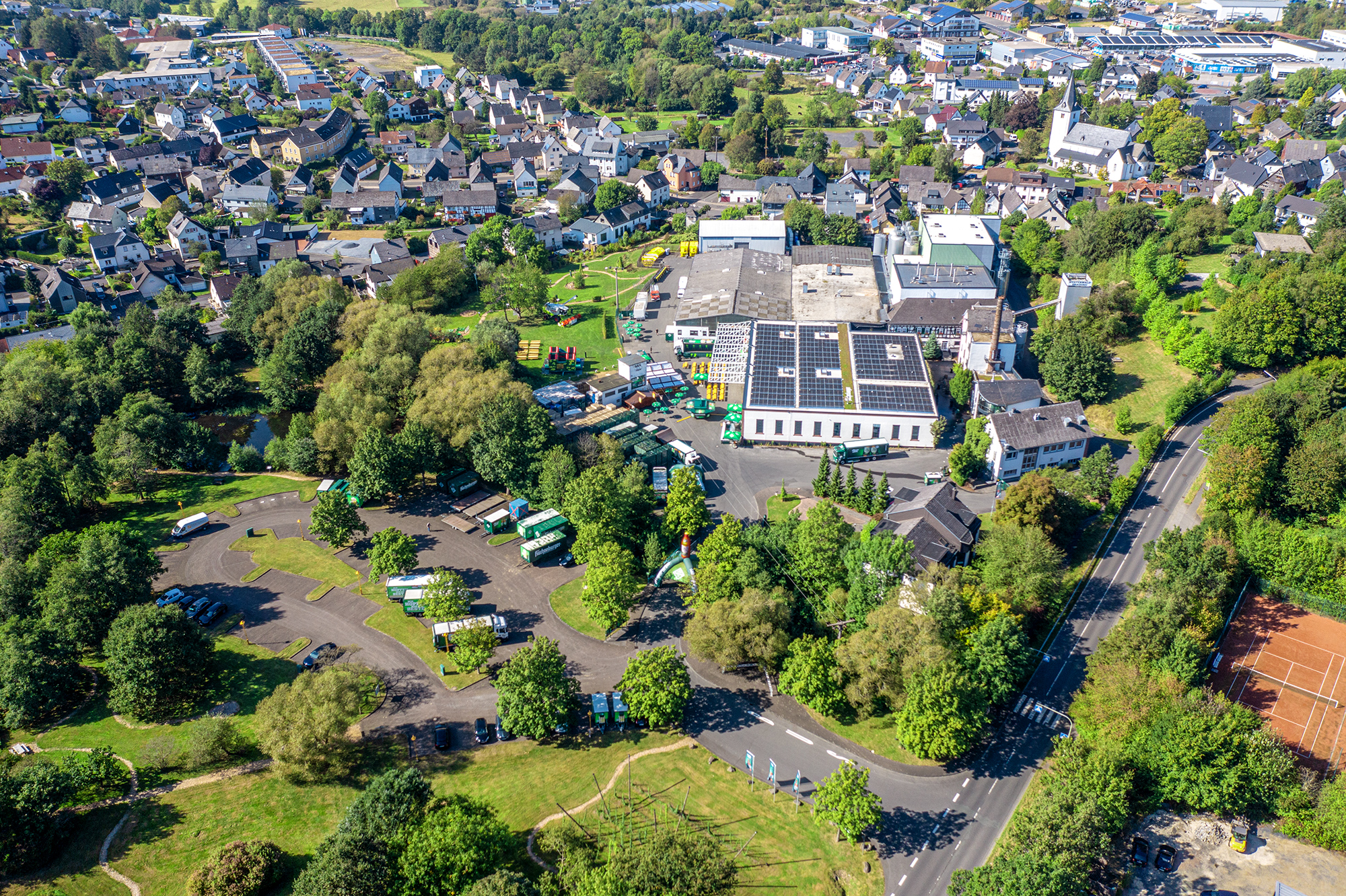
Luftaufnahme der Westerwald-Brauerei H. Schneider GmbH &. Co KG (2024)

Die Westerwald-Brauerei H. Schneider GmbH & Co. KG ist eine Brauerei in Hachenburg in Rheinland-Pfalz, die ihre Biere unter dem Markennamen „Hachenburger“ und „Westerwald Bräu“ braut und vertreibt.
Sie ist eine inhabergeführte Familienbrauerei, die in der 5. Generation von Jens Geimer geleitet wird. Die Biere werden schwerpunktmäßig im Westerwald sowie den angrenzen Regionen an die Gastronomie und den Fach- und Lebensmitteleinzelhandel verkauft. Die Brauerei hat 80 Mitarbeiter und 10 Auszubildende im Jahr 2022. Seit 2021 ist das Unternehmen gemeinwohlbilanziert und durch Kompensation klimaneutral. Seit 1998 werden thematisch verschiedene Brauereiführungen als Hachenburger Erlebnis-Brauerei vermarktet. Seit 2012 exportiert die Brauerei nach China.
Das Brauwasser wird aus einer eigenen, im Naturschutzgebiet Rothbachtal gelegenen Quelle bezogen.

## Geschichte
Die Brauerei wurde 1861 durch den Heimborner Brauer Heinrich Schneider als Brauerei H. Schneider im Grünschen Hof gegründet. Im November 1902 führte die Brauerei Bier nach der Pilsner Brauart ein. 1909 übertrug Schneider die Brauerei an seinen Sohn Heinrich. Zugleich erfolgte die Umbenennung des Unternehmens in  Westerwald-Brauerei H. Schneider. Mit der Umbenennung ging die strategische Zielsetzung einher, über Hachenburg hinaus die Brauerei des Westerwalds zu werden. Bedingt durch den Ersten Weltkrieg und die Kriegsfolgen blieb die Brauerei jedoch auf dem Stand einer Lokalbrauerei.
1948 übernahm mit Heinrich und Rudolf Schneider die dritte Generation die Leitung der Brauerei. Der Jahresausstoß betrug zu diesem Zeitpunkt 4000 hl pro Jahr.  Bis 1981 stieg der Ausstoß auf 180.000 hl im Jahr an. Heiner Schneider führte ab 1982 das Unternehmen in der vierten Generation. Das Verbreitungsgebiet umfasste neben dem Westerwald erstmals auch die nördlich angrenzenden Regionen. Als eine der ersten westdeutschen Brauereien führte die Brauerei 1994 ein Schwarzbier ein. Der Ausstoß sank in den 90er bis 2000er Jahren.
Seit 2009 wird die Brauerei in der fünften Generation von Jens Geimer geführt. 2011 stellte die Brauerei die Verwendung von Bitterhopfen ein, braut seitdem nur noch mit reinem Aromahopfen und lässt die Biere 6 Wochen reifen. Die Sorte Pils bildet mit Abstand das Hauptstandbein der Brauerei (2014).
2016 wurde die Brauerei erstmals als Slow-Brewer ausgezeichnet. Einige Aktionen der Brauerei sorgten in der Vergangenheit auch in deutschlandweiten Medien für Aufsehen. 2018 schickten die Westerwälder beispielsweise Aromahopfen in den Weltraum, um daraus ein „Space Pils“ zu brauen, 2020 ermöglichte die Brauerei im Zuge der Corona-Pandemie als erste Brauerei weltweit Besichtigungen mit dem eigenen Auto. Ebenfalls 2020 baute die Westerwald-Brauerei ein neues Sudhaus. Hierin befindet sich ein 100hl-Sudwerk von BrauKon aus Seeon-Seebruck – das seinerzeit größte deutschlandweit vom Hersteller aus dem Chiemgau. Die Westerwald-Brauerei ist zudem seit 2021 klimaneutral nach Scope 1, 2 und 3 und setzt seit 2022 ein 100-prozentiges Wertstoffrecycling um. Für ihr vorbildliches unternehmerisches Handeln unter Gesichtspunkten der Nachhaltigkeit und Digitalisierung wurde die inhabergeführte Privatbrauerei im Dezember 2023 von der rheinland-pfälzischen Ministerpräsidentin Malu Dreyer als „Zukunftsunternehmen 2023“ ausgezeichnet.

## Produkte

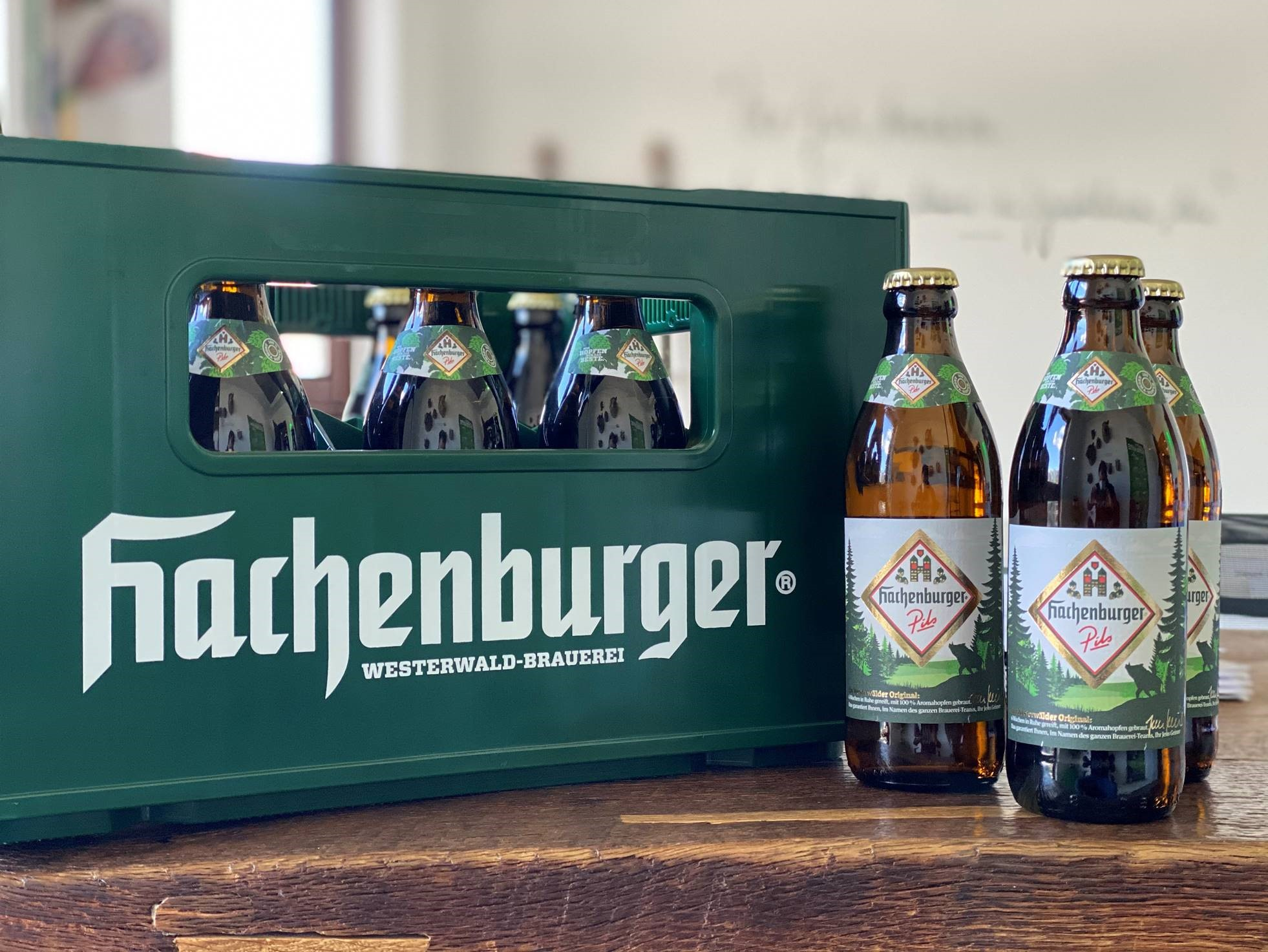
Hachenburger Pils in der Euro-Flasche

Es werden folgende Produkte hergestellt:
- Hachenburger Pils (Alk. 4,9 % vol.)
- Hachenburger Weizen (Alk. 5,1 % vol.)
- Hachenburger Zwickel (Kellerbier, Alk. 5,1 % vol.)
- Hachenburger Festbier (Alk. 5,5 % vol.) (Saisonal)
- Westerwald-Bräu (untergärig gebrautes Vollbier, Alk. 5,2 vol.)[16]
- Hachenburger Hell (nach bayrischer Brauart, Alk. 4,8 vol.)
- Hachenburger Natur-Radler (Mischgetränk mit reduziertem Alkoholgehalt und natürlicher Zitronenlimonade, Alk. 2,1 % vol.)
- Hachenburger Weizen Alkoholfrei (isotonisch und energiereduziert)
- Hachenburger Malz (alkoholfreier Malztrunk)
- Hachenburger Alkoholfrei (früher: Bleifrei, alkoholfreie Pils-Spezialität)
- Hachenburger Radler Alkoholfrei (Mischgetränk mit alkoholfreiem Pils und Zitronenlimonade)
- Hachenburger Brauer-Power (Drei Sorten, werden jedoch nur in der Erlebnis-Brauerei ausgeschenkt)
- Hachenburger Frühlings-Bock (Saisonal)
- Hachenburger Special (Saisonal)
- Wäller Landbier (wird nur in der Erlebnis-Brauerei ausgeschenkt)
- Hachenburger Frischling (Mischgetränk mit Hachenburger Pils und Cola. Wird nur in der Erlebnis-Brauerei ausgeschenkt)
- Kalter Kaffee (Regionale Bezeichnung für ein Cola / Orange mix)

Nach Brauereiangaben findet als Hopfen ausschließlich Aromahopfen Verwendung. Bei einigen Produkten stammt dieser aus brauereieigenem Anbau. Die Hachenburger Biere wurden mehrfach mit Goldmedaillen der DLG Deutschen Landwirtschafts-Gesellschaft und der Monde Selection (Weltauswahl der Biere) ausgezeichnet.
Im September 2022 wurde die Brauerei mit dem Future Award des European Beer Star ausgezeichnet, weiterhin die Sorte Hell mit der silbernen Medaille beim European Beer Star.
Die Produkte sind in der NRW- und Longneck-Flasche sowie in der 0,33l Euro-Flasche erhältlich. Seit April 2014 gibt es auch 0,5 l Dosen.

## Veranstaltungen und Sponsoring
Die Brauerei ist Mitveranstalter des jährlich stattfindenden Hachenburger Pils Cup, dem größten Hallenfußballturnier im Fußballverband-Rheinland. Auf dem Brauereigelände fand unter dem Namen „Brauer-Power“ jährlich zwischen 1994 und 2007 sowie in den Jahren 2009 und 2011 ein Open-Air-Konzert im Juni statt, zu dem bis zu 20.000 Besucher anreisten.